# Maceo Rigters
Maceo Rigters (Amszterdam, 1984. január 1. –) holland labdarúgó.

## Pályafutása
1998 és 2003 között az Ajax korosztályos csapataiban kezdte a labdarúgást.
2003 és 2007 között a Heerenveen, a Dordrecht és a NAC Breda játékosa volt. 2007 és 2011 között az angol Blackburn Rovers labdarúgója volt. 2008-ban a Norwich City, 2008-09-ben a Barnsley és 2010-ben a holland Willem II csapatában szerepelt kölcsönben. 2011-12 között az ausztrál Gold Coast United színeiben fejezte be a profi labdarúgást.
2005 és 2007 között kilenc alkalommal szerepelt a holland U21-es válogatottban és hat gólt szerzett. Tagja volt a 2007-es U21-es Európa-bajnokságon aranyérmet szerző csapatnak és a torna gólkirálya lett.

## Sikerei, díjai
Hollandia U21
- U21-es Európa-bajnokság
  - aranyérmes: 2007, Hollandia
  - gólkirály: 2007, Hollandia (4 góllal)